# Wilhelm Peder Daniel Cappelen

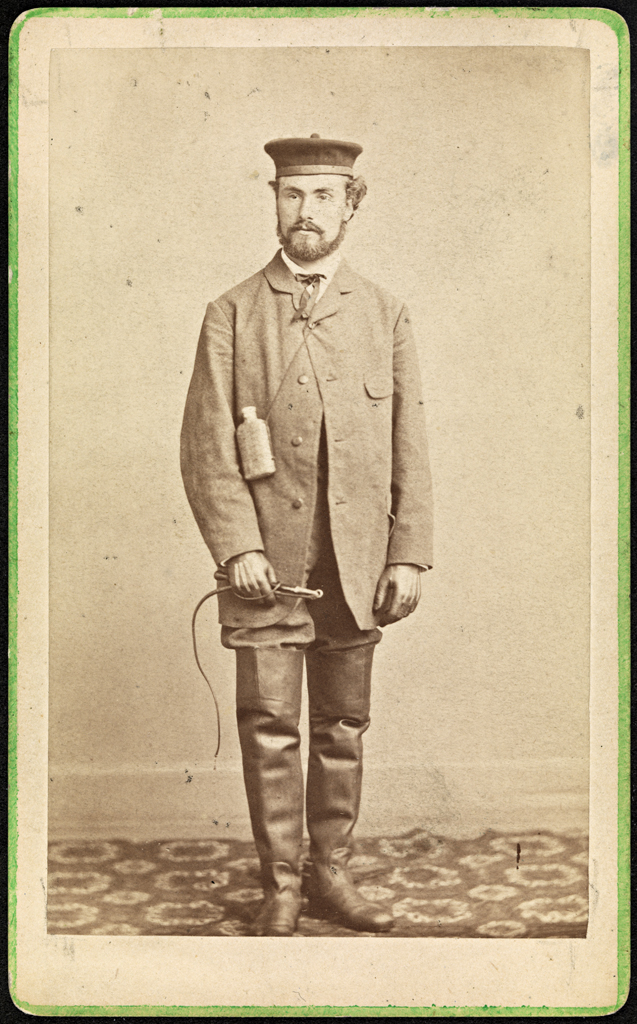
Carte de visite s portrétem skladatele Johana Svendsena

Wilhelm Daniel Peder Cappelen (15. června 1829, Gravesend – 28. března 1885, Haugesund) byl norský fotograf a farmaceut.

## Životopis
V roce 1857 se stal farmaceutem v Grimstadu a v letech 1857–1864 působil v tomto oboru v Christianii. Od roku 1864 do roku 1868 pracoval jako fotograf ve stejném městě. Pak se v letech 1868–1874 věnoval medicíně v Sandefjordu a následně v Haugesundu od roku 1874 až do své smrti v roce 1885.
Měl studio označené Kongens Gade 13, Maler Bings Gaard, lige overfor Athenæum (s výhledem na Athenæum) a používal název Wilh. Cappelen s titulem „Bakalář farmacie & fotograf“ na jedné ze svých vizitek, které patří do sbírek univerzitní knihovny v Bergenu.

## Rodina
Cappelen byl synem smírčího soudce Johana Henrika Cappelena a Hanne Sofie Manthley a bratrem Johana Henrika Cappelena.
Oženil se v roce 1867 s Bolettou Ullitz (1836–1889), dcerou Jorgena Christiana Ullitze a Barbary Joanne Fugl.

## Galerie

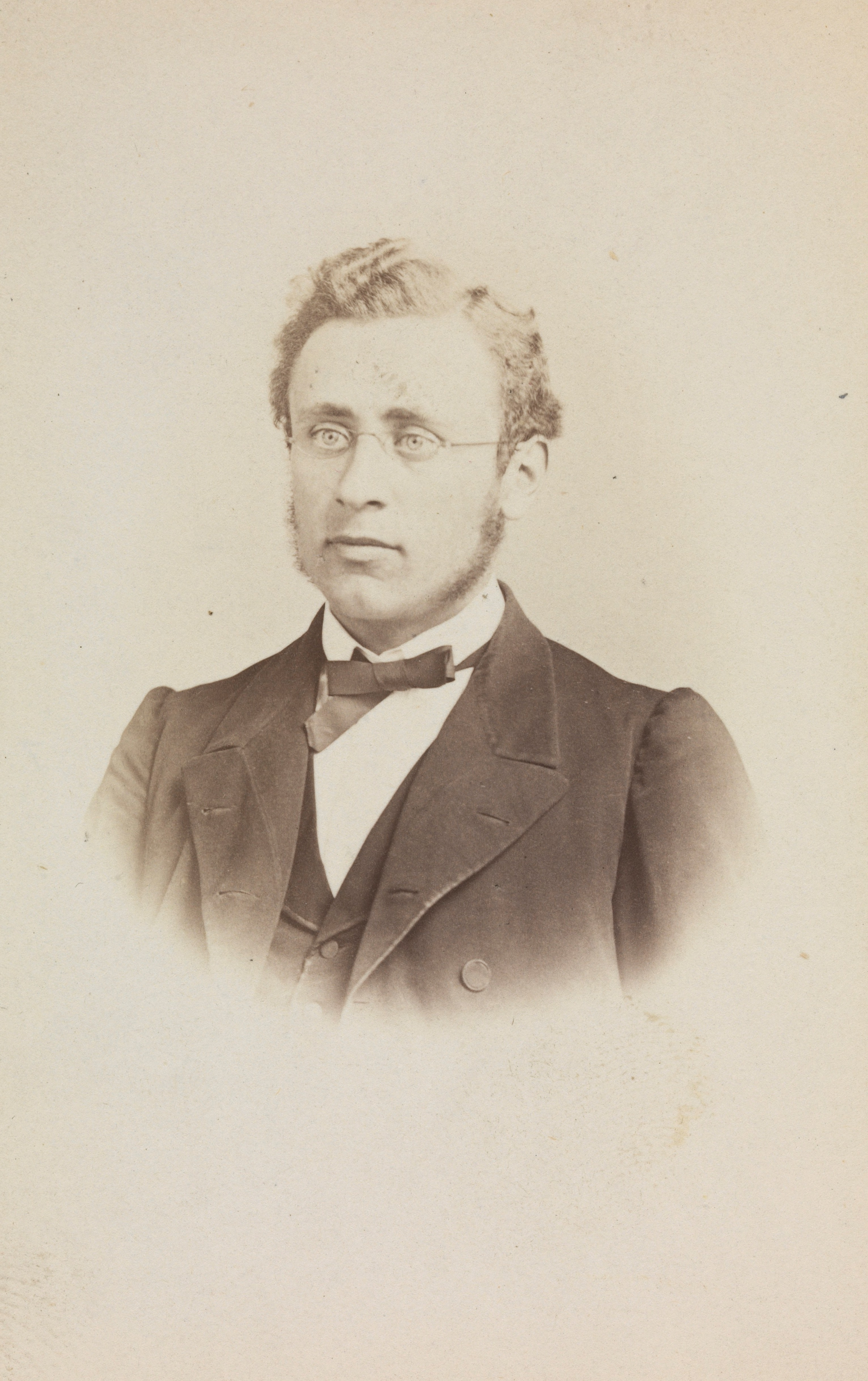
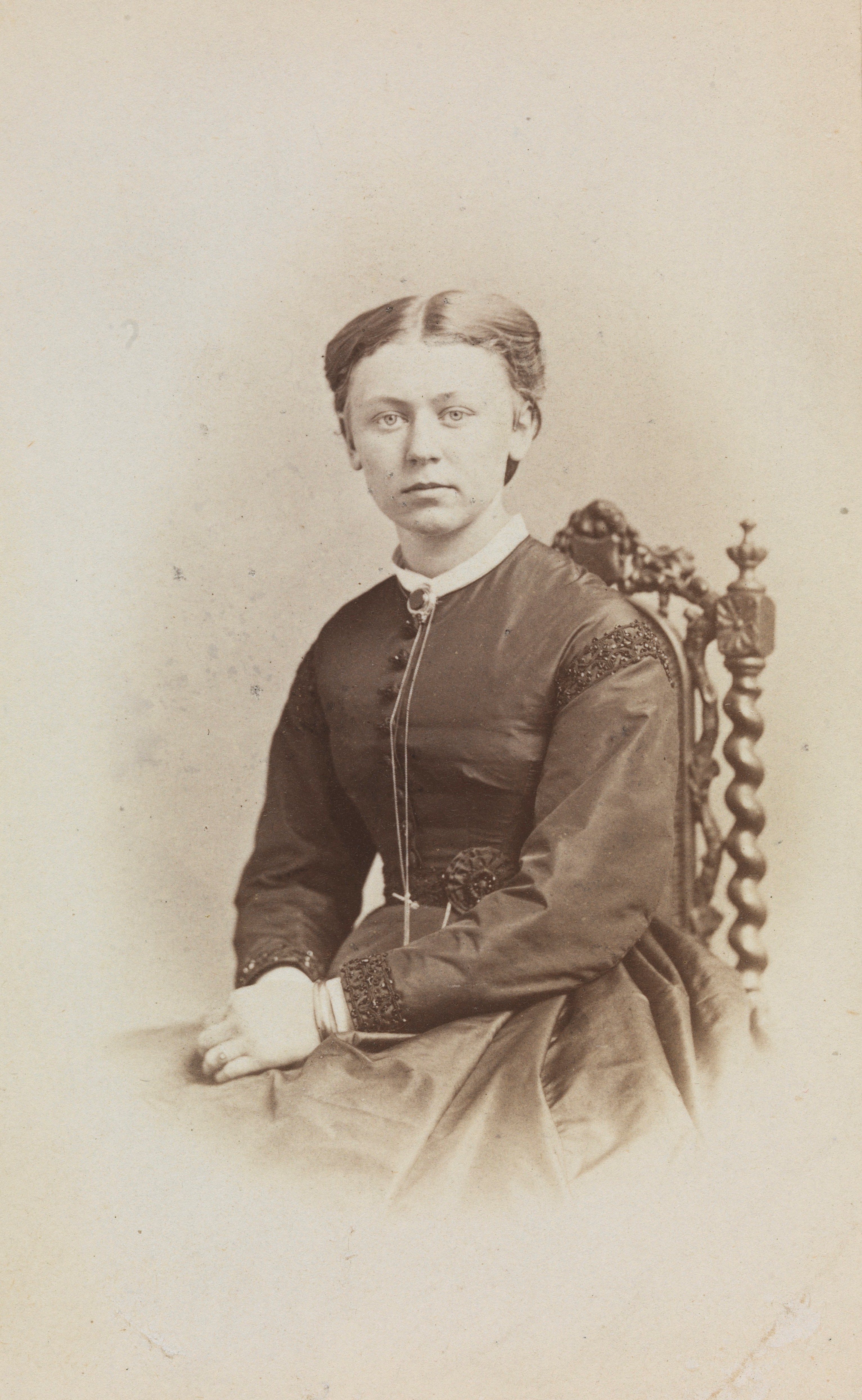
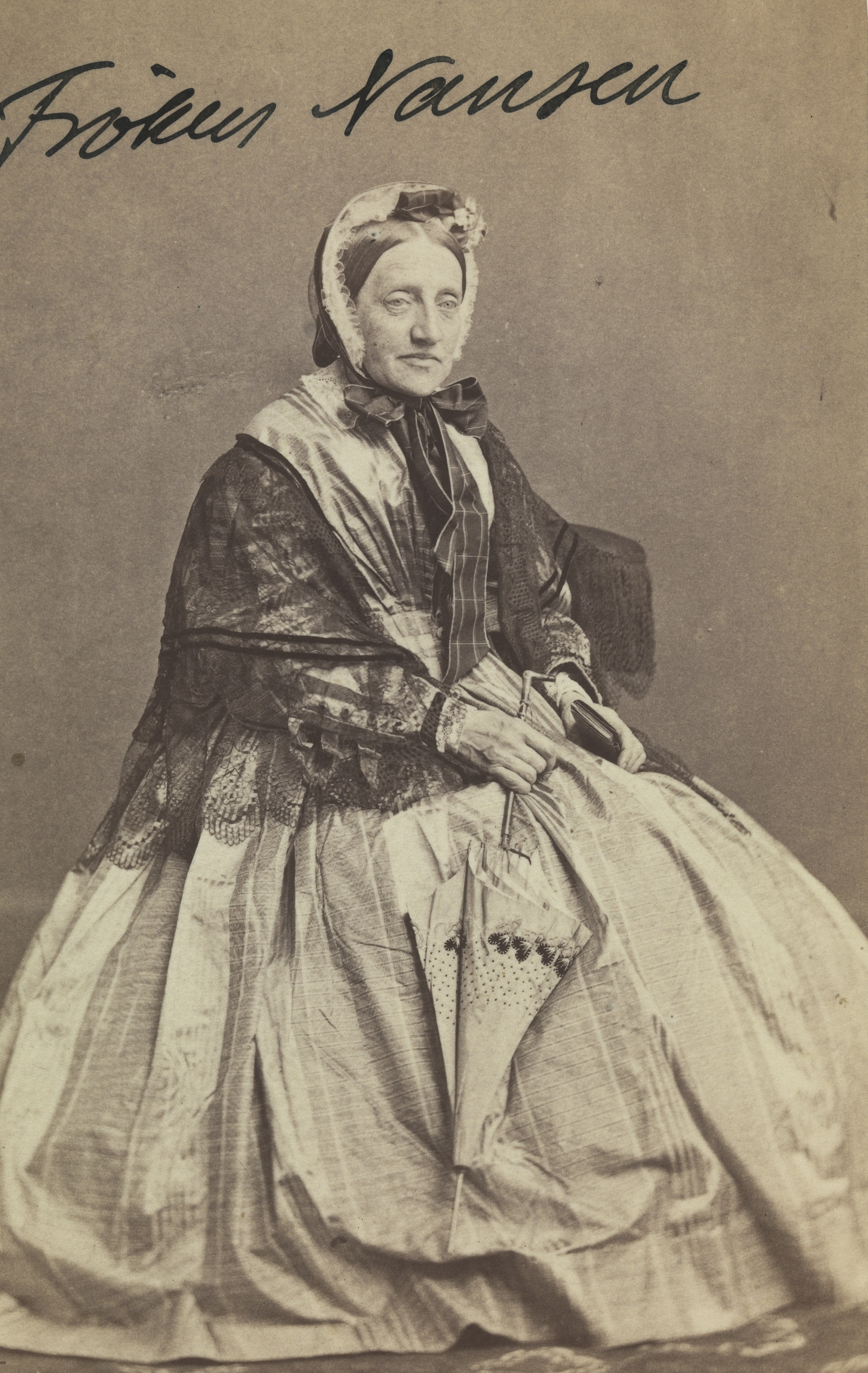
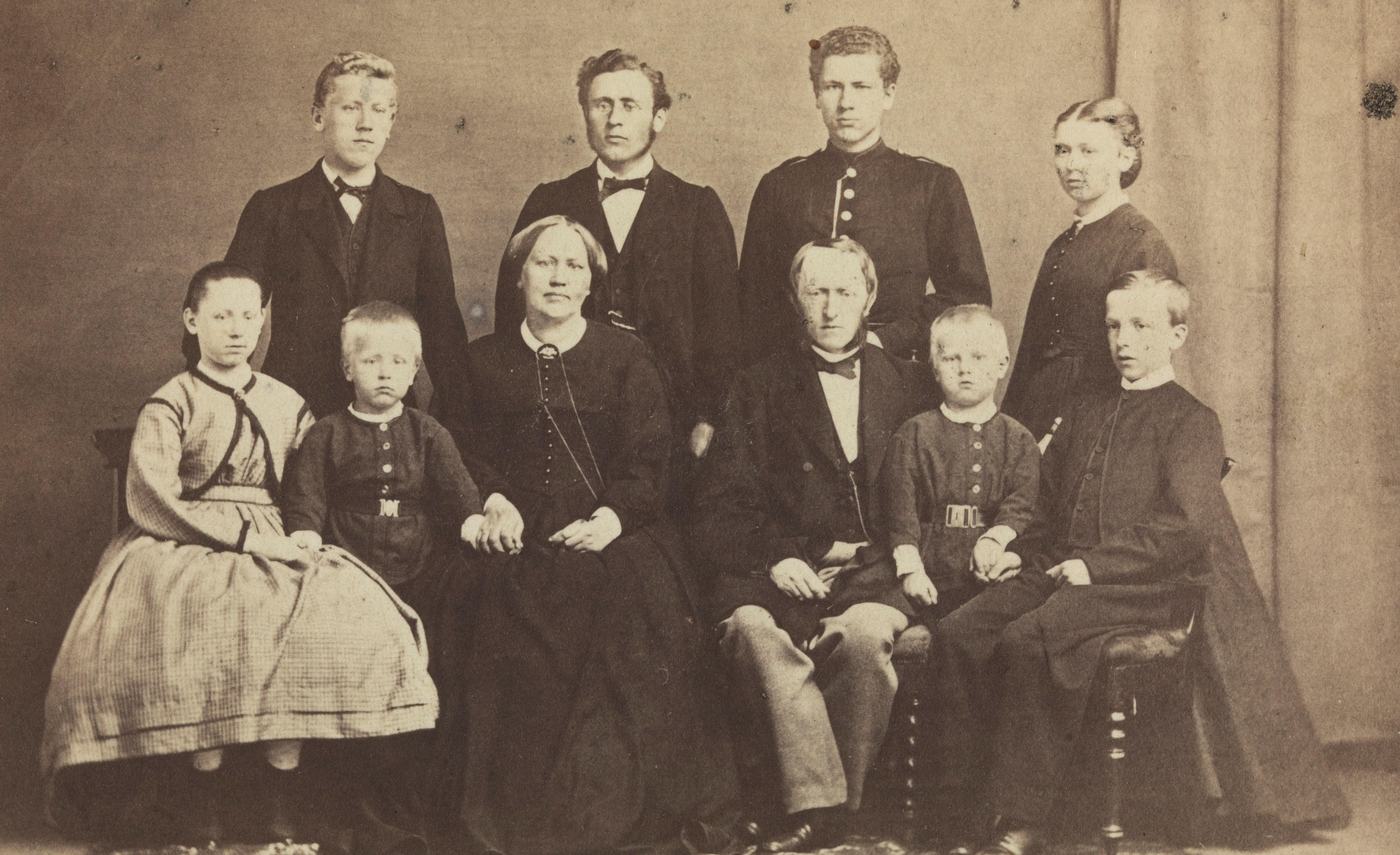
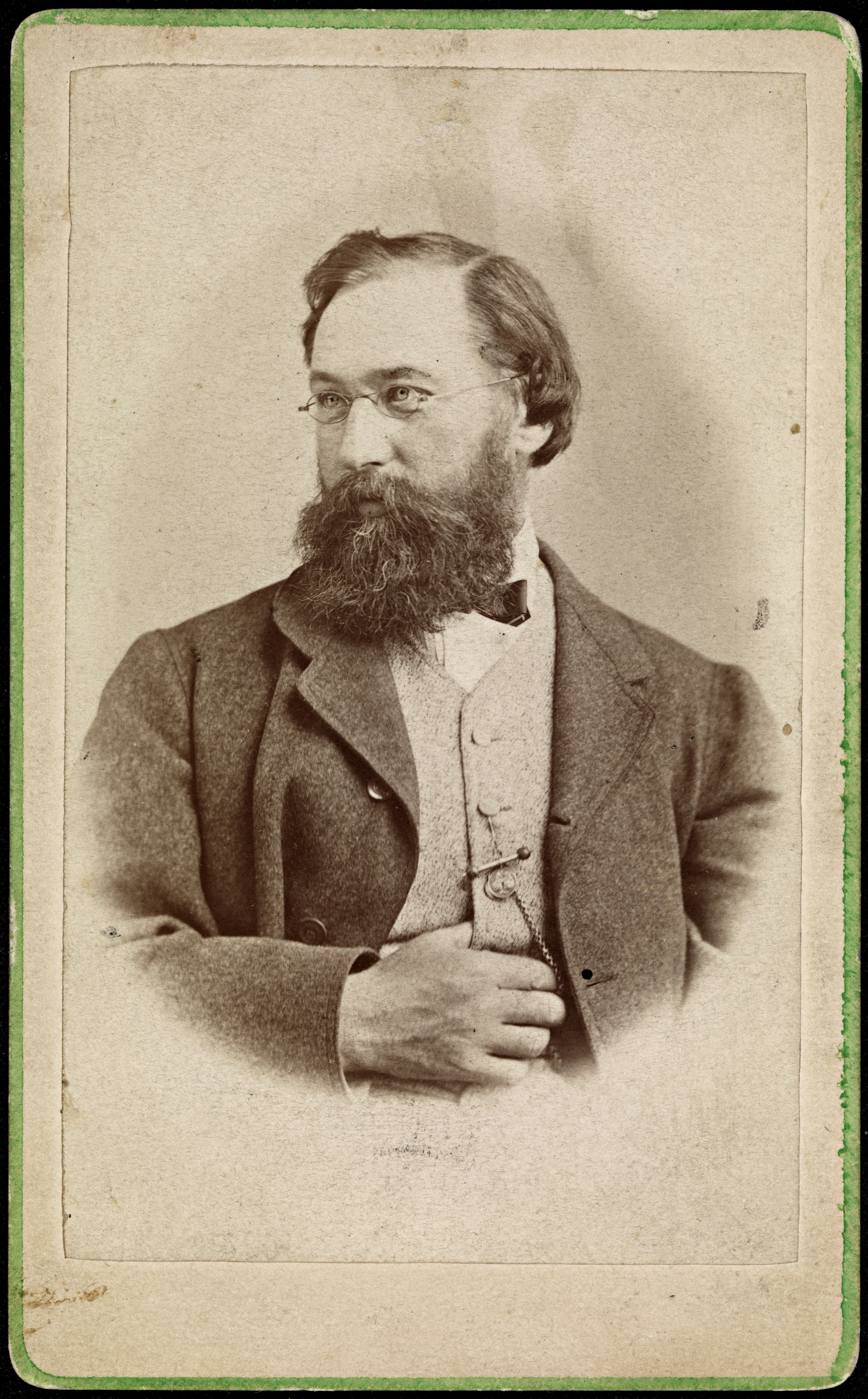
Hans Gude (1825–1903)